# Jože Mencin
Jože Mencin, slovenski policist, pravnik, gorski reševalec in veteran vojne za Slovenijo, * 21. marec 1954, Novo mesto.
Mencin je bivši direktor Policijske uprave Kranj (2000-2009). Marca 2009 ga je zamenjal Simon Velički.